# Pyranthus pauciflora
Pyranthus pauciflora là một loài thực vật có hoa trong họ Đậu. Loài này được (Baker) Du Puy & Labat miêu tả khoa học đầu tiên.